# Steven Wright
Steven Alexander Wright (Cambridge, Estados Unidos, 6 de diciembre de 1955), conocido como  Steven Wright, es un comediante, actor, escritor y productor de cine estadounidense ganador de un Óscar. Se caracteriza por su voz letárgica y lenta, su humor seco que se vuelve  irónico, filosófico y a veces en chistes sin sentido.Fue calificado como el vigésimo tercer comediante más grande por Comedy Central en una lista de los 100 mejores monologuistas. Fue reconocido con el Premio de la Academia por el Mejor Cortometraje por su corto de 1988 The Appointments of Dennis Jennings.

## Primeros años y carrera
Wright nació en Montar Auburn Hospital en Cambridge, Massachusetts, y se crio en Burlington, Massachusetts, uno de cuatro hijos de Lucille "Dolly" (apellido de soltera Lomano) y Alexander K. Wright. Fue criado en la fe católica. Su madre era de ascendencia italiana y su padre de ascendencia escocesa. El padre de Wright trabajó como técnico de electrónica quién "probó mucho material" para la NASA (en el programa de la aeronave del Apolo), y cuándo aquel programa terminó trabajó como camionero.
Wright asistió a Middlesex Community College en Bedford, Massachusetts durante dos años para conseguir su grado de asociado antes de continuar con su educación en el Emerson Universidad. Se graduó en Emerson en 1978 y al año siguiente empezó a realizar monólgos en 1979 en la Comedy Connection en Boston. Wright cita al cómico George Carlin y al director Woody Allen como influencias cómicas.
En 1982, el productor ejecutivo de The Tonight Show Peter Lassally vio a Wright actuando junto a otros cómicos locales en el club de comedia Ding Ho, en Inman Square, de Cambridge, un local que Wirght describió como "mitad restaurante chino y mitad club cómico. Era un sitio bastante raro." Lassally contrató a Wright para el The Tonight Show, de la NBC, donde el cómico presentador Johnny Carson y la audiencia del estudio quedaron tan impresionados que en menos de una semana fue invitado a volver a aparecer en el show de nuevo. En mayo de 2000, Wright y otros antiguos alumnos de Ding Ho incluyendo a Lenny Clarke, Barry Crimmins, Steve Sweeney, Bill Sohonage, y Jimmy Tingle aparecieron en una reunión benéfica para el cómico Bob Lazarus que padecía leucemia.

## Éxito como monologuista
El álbum cómico de 1985 fue titulado I Have a Pony. Fue lanzado por Warner Bros. Records, recibió aclamaciones de la crítica y fue nominado para Premio Grammy al mejor álbum de comedia. El éxito de este álbum le consiguió un especial en la HBO el cual él grabó como una actuación en directo, A Steven Wright Special. Para entonces Wright hubo firmemente desarrollado una nueva marca de actuaciones y fue rápidamente construyendo un culto seguido de fanes y un personaje de escenario caracterizado por un aura de oscuridad, con su estilo lento añadiendo solamente su misticismo. Su acto de apertura para el concierto de la HBO fue realizado junto con el antiguo alumno cómico de "Ding Ho" Bill Sohonage, quien aclamó que el estilo ultra-casual y casi caótico de Steven no era un acto. "Él entraba en mi vestuario, minutos antes de que saliese al escenario, y me preguntó si podía coger prestada una camisa, ya que la suya tenía una gigantesca mancha de pizza. Tú pensarías que sería normal estar un poco nervioso por salir al escenario en frente de 23,000 personas, y además por ser grabado por la HBO, pero mientras pasaba por su habitación para salir al escenario, le vi profundamente dormido y roncando profundamente." La actuación se convertiría en una de los especiales de comedia más solicitados de la HBO, y le proporcionaría un gran éxito. 
En 1989 él y su productor amigo Dean Parisot ganaron un Premio Óscar por su cortometraje de 30 minutos "The Appointments of Dennis Jennings," dirigido por Parisot, escrito por Mike Armstrong y Wright, y protagonizando por Wright y Rowan Atkinson. Al aceptar el Óscar, Wright dijo, "somos realmente felices de que cortaramos los otros sesenta minutos." En 1992 Wright tuvo un papel recurrente en el sitcom televisivo Mad About You. También dio voz al radiofónico DJ en la película escrita y dirigida por Quentin Tarantino, Reservoir Dogs ese mismo año. "La mujer de Dean Parisot, Sally Menke es la editora de Quentin Tarantino, así que cuando editaba la película y estaba llegando al final donde aún no tenían al radio DJ aún, ella pensó en mí y le dijo a Quentin y a él le encantó la idea," Wright explicó en 2009.
Numerosas listas de bromas atribuidas a Wright circulan por Internet, algunos de dudoso origen. Wright ha declarado, "algunos me han enseñado sitios, y la mitad de lo que dice que yo escribí, no lo hice. Recientemente, vi uno, y yo no había escrito nada de eso. Lo que es perturbador es que unas pocas de esas bromas, desearía haberlas pensado. Una gran cantidad de ellas, estoy avergonzado de que la gente piense que yo las pensé, porque algunas son realmente malas."
Después de su especial de comedia de 1990 Wicker Chairs and Gravity, Wright continuó haciendo monólogos, pero dejó la televisión, y sólo hizo algunas apariciones ocasionales en programas de entrevistas nocturnos. En 1999 escribió y dirigió el cortometraje de 30 minutos One Soldier diciendo que es "acerca de un soldado que estuvo en la Guerra Civil, justo después de la guerra, con todos esos pensamientos existencialistas y preguntándose si hay un Dios y todas esas cosas."
En 2006 Wright produjo su primer especial de monólgos en 16 años,Steven Wright: When The Leaves Blow Away, originalmente emitido en Comedy Central el 21 de octubre de 2006. Su DVD fue lanzado el 23 de abril de 2007. El 25 de septiembre de 2007 Wright lanzó su segundo álbum, I Still Have a Pony, un CD con material de When The Leaves Blow Away. Fue nominado para el Premio Grammy al mejor álbum de comedia, pero The Distant Future por Flight of the Conchords ganó el premio.

## Premios y honores
Steven Wright fue premiado con un Oscar en 1989 por su Cortometraje The Appointments of Dennis Jennings, el cual coescribió (con Michael Armstrong) y protagonizó. Recibió dos nominaciones a los Emmy como parte del equipo de producción de Louie, primero en 2014 y otra vez en 2015.
El 15 de diciembre de 2008, Wright se convirtió en el primer nuevo miembro de la Boston Comedy Hall of Fame.
En una encuesta de 2005 para encontrar "El cómico de la comedia", fue votado entre el top 50 junto a otros cómicos. Fue nombrado número 23 en la lista de los 100 mejores monologuistas de Comedy Central.

## Otros intereses
Aunque no es muy conocido por sus trabajos fuera del mundo de la comedia, Steven Wright también es músico y ha grabado varias canciones no-cómicas con su amigo y ocasional actor Mark Wuerthner. Wright también tiene interés en la pintura.
Empezando en 2008, Steven Wright ocasionalmente apareció en The Late Late Show with Craig Ferguson como artista invitado, apareciendo en el show para ayudar con un segmento sobre el correo de los fanes.

## Filmografía
| Año     | Título                                          | Papel                                 | Notas                                                                        |
| ------- | ----------------------------------------------- | ------------------------------------- | ---------------------------------------------------------------------------- |
| 1979    | WKRP in Cincinnati                              | Oficial de seguridad                  | Episodio: "Fish Story"                                                       |
| 1979    | The Last Word                                   | Hombre en el gentío                   |                                                                              |
| 1985    | Desperately Seeking Susan                       | Larry Stillman D.D.S.                 |                                                                              |
| 1985    | A Steven Wright Special                         | Él mismo                              | Monólogo especial; también escritor                                          |
| 1987    | Trying Times                                    | Dwight Harper                         | Episodio: "Get a Job"                                                        |
| 1988    | The Appointments of Dennis Jennings             | Dennis Jennings                       | También guionista y productor Academy Award for Best Live Action Short Film  |
| 1988    | Stars and Bars                                  | Pruitt                                |                                                                              |
| 1990    | Men of Respect                                  | Sterling                              |                                                                              |
| 1991    | Wicker Chairs and Gravity                       | Él mismo                              | HBO especial de comedia; también guionista y productor                       |
| 1992    | Reservoir Dogs                                  | DJ K-Billy                            | Voz                                                                          |
| 1992    | Bob                                             | Noah el taxista                       | Episodio: "Mad Dog on 34th Street"                                           |
| 1993    | Una novia sin igual                             | Piloto                                |                                                                              |
| 1993    | Mad About You                                   | Warren Mermelman                      | 5 episodios                                                                  |
| 1994    | The Swan Princess                               | Velocidad                             | Voz                                                                          |
| 1994    | Natural Born Killers                            | Dr. Emil Reingold                     |                                                                              |
| 1994    | Speechless                                      | Eddie                                 |                                                                              |
| 1994    | Mixed Nuts                                      | Hombre al teléfono                    |                                                                              |
| 1995    | For Better or Worse                             | Cabbie                                |                                                                              |
| 1995    | Canadian Bacon                                  | Niagara Mountie                       |                                                                              |
| 1995–97 | Dr. Katz                                        | Steven                                | Voz, 2 episodios                                                             |
| 1997    | Happily Ever After: Fairy Tales for Every Child | Hombre del saco                       | Voz, episodio: "Mother Goose"                                                |
| 1997    | Almost Perfect                                  | Ray Whitestone                        | Episodio: "Dating for Ratings"                                               |
| 1998    | Medio flipado                                   | Tipo del sofá                         | No acreditado                                                                |
| 1998    | Los Simpson                                     | Él mismo                              | Voz, episodio: "The Last Temptation of Krust"                                |
| 1998    | Babe: Pig in the City                           | Bob                                   | Voz                                                                          |
| 1998–99 | Hercules: The Legendary Journeys                | Bootes                                | Voz, 2 episodios                                                             |
| 1999    | Fantasma del espacio de costa a costa           | Él mismo                              | Voz, episodio: "Snatch"                                                      |
| 1999    | One Soldier                                     | Corto; director, guionista, productor |                                                                              |
| 1999    | The Muse                                        | Stan Spielberg                        |                                                                              |
| 2000    | Un perdedor con suerte                          | Cliente de Panty Hose                 |                                                                              |
| 2001    | The Downer Channel                              | Walter                                | Episodio: "#1.2"                                                             |
| 2003    | Coffee and Cigarettes                           | Steven                                | Segmento: "Strange to Meet You"                                              |
| 2005    | Son of the Mask                                 | Daniel Moss                           |                                                                              |
| 2005    | The Aristocrats                                 | Él mismo                              |                                                                              |
| 2005    | When Stand Up Stood Out                         | Él mismo                              |                                                                              |
| 2006    | When the Leaves Blow Away                       | Él mismo                              | Comedy Central especial de monólogo; también escritor y productor ejecutivo  |
| 2011    | Aqua Teen Hunger Force                          | Danny                                 | Episodio: "Allen: Part One"                                                  |
| 2011–15 | Louie                                           | Comic Strip MC / Él mismo             | Actor: 2 episodios, historia para "The Road: Part 2", productor: 8 episodios |
| 2012    | (I'm From) Western Mass                         | Dr. Westchesterson                    | Vídeo musical                                                                |
| 2015    | The Flaming C                                   | R.A.N.D.Y.                            | Voz, 2 episodios                                                             |
| 2016    | Horace and Pete                                 | Leon                                  | Serie web                                                                    |

## Discografía
- I Have a Pony, Warner Bros. Records CD (1985)
- A Steven Wright Special, HBO DVD (1985)
- The Appointments of Dennis Jennings, DVD (1989)
- One Soldier, DVD (1999)
- When the Leaves Blow Away, DVD (2006)
- I Still Have a Pony, Comedy Central Records CD (2007)